# Starý Knín (tvrz)
Tvrz Starý Knín v ulici Dvorská, ležící na ostrožně nad údolím řeky Kocáby na jižním okraji Starého Knína (dnes části Nového Knína) na Dobříšsku, je v jádře renesanční tvrz, nyní přeměněná na sýpku, památkově chráněná od roku 1958.
Z komplexu dvora s farou, hospodářskými budovami a rozlehlou zahradou se zachovala jen část.

## Historie tvrze a dvora
Knížecí lovecký dvorec patřil původně českým kněžnám, v roce 1186 zde se uskutečnilo důležité jednání českého knížete Bedřicha s moravským markrabětem Konrádem II. Otou. V roce 1218 a 1219 je zde doložen pobyt krále Přemysla Otakara I.
V roce 1321 Štěpán z Tetína zde založil ves a bylo zde několik vladyckých statků.
Na počátku 16. století zde byl svobodný dvůr a tvrz se dvorem. Tu měli v držení bratři Jan, Jiří, Václav, Jakub a Zikmund Dobešové z Vestce. V držení Jana Dobeše z Vestce byla tvrz do roku 1551, dalšími držiteli byli měšťan Nového Města pražského povýšený do šlechtického stavu Adam Myslík z Hyršova, poté Jan ml. Ježovský z Lub a jeho vdova Lidmila (1554-1601). Za držení Vratislavů z Mitrovic (1601-1669) ho majitelé přestavěli na pohodlné sídlo. Dochovaný zápis z roku 1632 o rozdělení majetku Václava Vratislava z Mitrovic mezi jeho syny dokládá, že tehdejší tvrz tvořilo více budov, z nichž zřejmě dvě byly obytné; Štěpán z Mitrovic obdržel tehdy "tvrz Starý Knín i s tím štokem v nově postaveným a po levé ruce do dvora jdoucím s kanceláří naproti němu, lázničkou, vinopalnou, pivovárem, dvorem poplužným při tvrzi atd." Roku 1669 tvrz přešla do majetku křižovníků s červenou hvězdou v Praze, kteří ji drželi do roku 1850.

## Tvrz
Renesanční tvrz v areálu dvora na ostrožně nad říčkou Kocábou je doložena od roku 1510 za držení Dobešů z Vestce. Václav ml. Vladislav z Mitrovic ji v první třetině 17. století zvýšil o jedno patro. Křížovníci v 17. století tvrz změnili na sýpku, později barokně upravenou, a tomuto účelu sloužila trvale. Na trámovém stropu je vyřezán letopočet 1680.
Sýpka je mohutná obdélníková budova s velkým rizalitem. Na jihovýchodní straně je sýpka kryta sedlovými taškami a zdobena volutami. V nárožích je zpevněna opěrnými pilíři.
Dnes je sýpka součástí hospodářského dvora. Budovy jsou seskupeny po obvodu velkého nádvoří lichoběžníkového půdorysu. Na západní straně je samostatně stojící sýpka s čp. 359, proti ní severovýchodně je dvoukřídlá budova fary čp. 326.

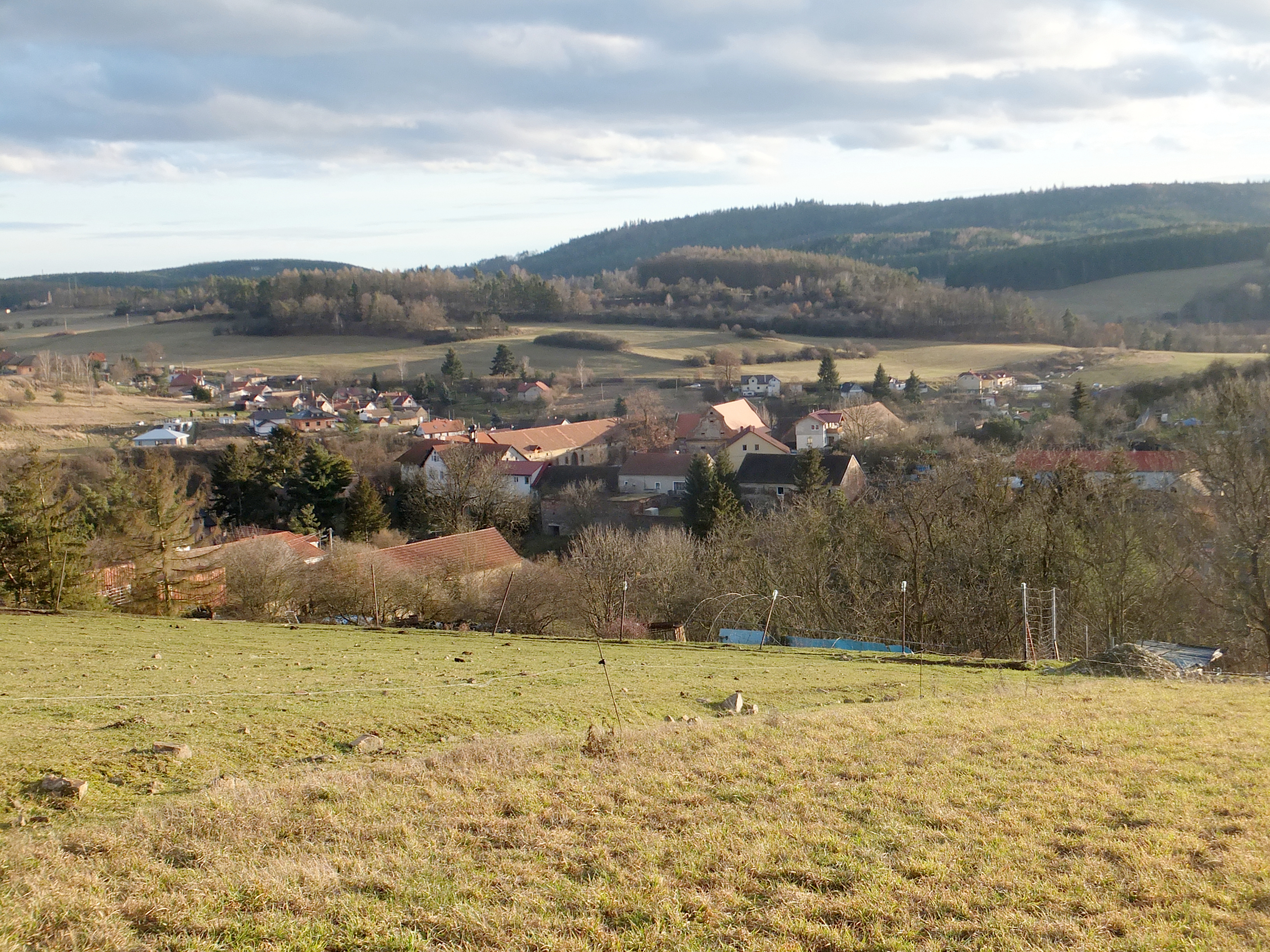
Pohled na Starý Knín s křížovnickým dvorem

## Památková hodnota
Budova sýpky a fary je nejstarší částí pozdně renesančního jádra areálu z 2. poloviny 16. století. Významná je kvalitní raně barokní přestavba obou objektů řádem křižovníků pro jejich potřeby. Při přestavbě dvora v devadesátých letech 19. století byly starší hospodářské budovy nahrazeny moderními novostavbami na původním půdorysu.